# Valori plastici
Valori plastici è stata una rivista di critica d'arte fondata a Roma. Nata per la diffusione delle idee estetiche della pittura metafisica e delle correnti d'avanguardia europea, fu edita in 15 numeri dal 1918 al 1922.

## Storia
(Vincenzo Cardarelli, prologo della rivista, 1919)
Fondata dal pittore e collezionista Mario Broglio in collaborazione con la moglie Edita e Roberto Melli, la rivista teorizza il recupero dei valori della tradizione nazionale e italica, non disgiunti da uno sguardo di ampio respiro verso l'Europa, in particolare la Francia e il ritorno alla cultura figurativa di matrice classica, in particolare Giotto e Masaccio.
Alberto Savinio, teorico della pittura metafisica, nel primo numero di «Valori plastici» del 15 novembre 1918 annuncia un programma di completa restaurazione individualista, antifuturista e antibolscevica.
Nell'aprile-maggio 1919 nell'articolo intitolato Anadioménon, Savinio enuncia l'intuizione intellettiva, enigmatica e atemporale del mondo che animava il nuovo classicismo metafisico. I princìpi saviniani sulla poetica metafisica vengono applicati in pittura da Giorgio De Chirico, Carlo Carrà e Giorgio Morandi.
Nel 1919 per mezzo della rivista vengono pubblicati cataloghi e monografie dedicate ad artisti contemporanei, come Giorgio de Chirico, Marc Chagall, André Derain, Vasilij Kandinskij e agli antichi maestri; un intero numero viene dedicato al Cubismo, con l'intento di diffondere i dipinti di Pablo Picasso. Partecipano alla rivista, con articoli e pubblicazioni di disegni o opere, Carlo Carrà, Alberto Savinio, Filippo De Pisis, Ardengo Soffici, Arturo Martini e molti altri artisti e figure dell'arte come Margherita Sarfatti.
Nonostante la sua breve vita (l'ultimo numero viene pubblicato nel 1921), «Valori plastici» viene pubblicato anche, in un'edizione, in lingua francese, ed ispira nuove importanti iniziative, in Italia e all'estero. Si tratta del Ritorno all'ordine, ovvero una sensibilità artistica volta a recuperare una figurazione legata alle tradizioni e al classicismo, in direzione opposta alle recenti esperienze delle avanguardie. In Italia si sviluppa con la fondazione del gruppo Novecento e con il movimento nato all'estero del Realismo Magico.
Marco Valsecchi scrive che sarebbe errato interpretare l'arte in Italia tra il 1920 e il 1930 come una pausa di flessione rispetto agli anni precedenti. «È invece anche un profittevole momento di raccoglimento, di più pacata riflessione, che nulla aveva a che fare con i "richiami all'ordine" pur sollevati da qualche parte, anche politica, quasi che gli anni precedenti si fossero svolti sotto il segno del disordine e non invece di una riforma clamorosa la sua parte, ma necessaria per risvegliare gli spiriti assopiti».
La vicenda di «Valori plastici» aiuta a comprendere la storia parallela del gruppo letterario della rivista «La Ronda», ugualmente interessata a rifiutare la modernità, ma anche quella futurista di Filippo Tommaso Marinetti, nonché quella simbolista di Giovanni Pascoli e quella decadente di Gabriele D'Annunzio.
Presso la Fondazione Conti e la Galleria Nazionale d'Arte Moderna di Roma sono stati istituiti fondi che raccolgono importanti documenti relativi alla rivista.

## Bibliografi a
- Massimo Carrà, Dai "valori plastici" al realismo magico, Fratelli Fabbri, 1967.
- Paolo Fossati, Valori Plastici, Einaudi, 1982.
- Paolo Fossati, Patrizia Rosazza Ferraris, Livia Velani, Valori Plastici, Skira, 1998.